# Rock ’n’ Roll Telephone
Rock ’n’ Roll Telephone — 23-й студийный альбом шотландской рок-группы Nazareth. Вышел 3 июня 2014 года.
В августе 2013 года группа официально объявила, что вокалист Дэн Маккаферти, который является одним из основателей группы, вынужден покинуть группу из-за хронической обструктивной болезни лёгких, но всё же смог записать вместе с группой альбом Rock ’n’ Roll Telephone. Как заявил он сам по этому поводу: «Пойти в студию и спеть — это не то же самое, что давать концерты. Я всегда могу записать ещё один альбом, но каждый раз выходить на сцену, проводить там по 1 часу 45 минут и брать с людей деньги за то, что они пришли на меня посмотреть — этого я не могу». Альбом он прокомментировал так: «Мой прощальный салют c Nazareth. О, сколько веселья, сколько любви!».
22 февраля 2014 года стало известно, что новым вокалистом группы стал шотландский певец Линтон Осборн.

## Композиции
Слова и музыка всех песен — написаны Дэном Маккафферти, Питом Эгнью, Джимми Мюррисоном и Ли Эгнью.
| №                   | Название                  | Длительность |
| ------------------- | ------------------------- | ------------ |
| 1.                  | «Boom Bang Bang»          | 3:17         |
| 2.                  | «One Set of Bones»        | 3:27         |
| 3.                  | «Back 2B4»                | 4:52         |
| 4.                  | «Winter Sunlight»         | 3:29         |
| 5.                  | «Rock ’n’ Roll Telephone» | 5:45         |
| 6.                  | «Punch a Hole in the Sky» | 3:49         |
| 7.                  | «Long Long Time»          | 4:18         |
| 8.                  | «The Right Time»          | 4:50         |
| 9.                  | «Not Today»               | 3:26         |
| 10.                 | «Speakeasy»               | 3:17         |
| 11.                 | «God of the Mountain»     | 3:42         |
| Общая длительность: | Общая длительность:       | 44:12        |

| №                   | Название                                   | Длительность                    |
| ------------------- | ------------------------------------------ | ------------------------------- |
| 1.                  | «Just a Ride»                              | 2:49                            |
| 2.                  | «Wanna Feel Good?»                         | 3:49                            |
| 3.                  | «Big Boy» (концертная запись)              | 5:38                            |
| 4.                  | «Kentucky Fried Blues» (концертная запись) | 4:31                            |
| 5.                  | «Sunshine» (концертная запись)             | 3:41                            |
| 6.                  | «Expect No Mercy» (концертная запись)      | 5:06                            |
| 7.                  | «God Save the South» (концертная запись)   | 6:59                            |
| Общая длительность: | Общая длительность:                        | 32:33 Общая длительность: 76:45 |

## Участники записи
Приведены по сведениям базы данных Discogs.
Nazareth:
- Дэн Маккафферти — вокал
- Джимми Мюрисон — гитара
- Пит Эгнью — бас-гитара, бэк-вокал
- Ли Эгнью — ударные

Производственный персонал:
- Ян Руйе — музыкальный продюсер, звукорежиссёр, инженер сведе́ния
- Джон Дэвис — мастеринг-инженер[англ.], нарезка лакового слоя
- Майкл Бреннан — ассистент звукорежиссёра
- Дэвид Митчелл — ассистент звукорежиссёра
- GSM Design — дизайн
- Дагмар Генрих-Хоппен — фотографии
- Михаил Ванеев — фотографии

## Позиции в хит-парадах
| Год  | Хит-парад                       | Высшая позиция | Пребывание в чарте |
| ---- | ------------------------------- | -------------- | ------------------ |
| 2014 | Австрия (Ö3 Austria)            | 35             | 1 неделя           |
| 2014 | Германия (Offizielle Top 100)   | 39             | 1 неделя           |
| 2014 | Норвегия (VG-lista)             | 37             | 1 неделя           |
| 2014 | Швеция (Sverigetopplistan)      | 58             | 1 неделя           |
| 2014 | Швейцария (Schweizer Hitparade) | 31             | 3 недели           |